# فلورينت زيت
فلورينت زيت (بالفرنسية: Florent Zitte)‏ (17 مايو 1993 بسان دوني في فرنسا - ) هو لاعب كرة قدم فرنسي في مركز الهجوم. لعب مع نادي نانسي.

## روابط خارجية
- فلورينت زيت على موقع قاعدة بيانات كرة القدم.إي يو (الإنجليزية)
- فلورينت زيت على موقع Soccerway.com (الإنجليزية)